# Psecas bubo
Psecas bubo là một loài nhện trong họ Salticidae.
Loài này thuộc chi Psecas. Psecas bubo được Władysław Taczanowski miêu tả năm 1871.